# 四倉町長友
四倉町長友（よつくらまち ながとも）は、福島県いわき市の大字である。郵便番号は979-0214。

## 地理
いわき市北東部の四倉地区に属する。北で四倉町玉山、東で四倉町戸田、南で四倉町名木、南西で平北神谷、西で平水品、四倉町山田小湊とそれぞれ隣接し、南東角で四倉町狐塚と近接する。概ね町村制施行以前の磐城郡長友村の流れを汲む地域である。二級水系夏井川水系仁井田川中流部右岸域の平地と南西側の山林を主な範囲とする。平地には水田が広がり山裾を中心に集落が位置する。内郷御厩町内に所在するいわき中央警察署及び四倉町に所在する平消防署四倉分署がそれぞれ管轄にあたる。

### 主な字
字
- 作樋口
- 古屋敷
- 構江
- 大宮作

- 磯田
- 霞田
- 大町
- 七反田

- 町田
- 五反田
- 済戸
- 壱町田

- 四反田
- 宮ノ前

## 歴史
- 1879年1月27日 - 笠間藩領長友村が福島県内における郡区町村制の施行により磐城郡の村となる[4]。
- 1889年4月1日 - 町村制の施行により長友村が細谷村、大森村、狐塚村、名木村、塩木村、上仁井田村、下仁井田村と合併し、大浦村が発足する。旧長友村域は大浦村の大字となる。[4]。
- 1896年4月1日 - 磐城郡と周辺郡との合併により石城郡が発足し、石城郡大浦村となる[4]。
- 1955年3月10日 - 大浦村が四ツ倉町、大野村と合併し、四倉町が発足し、四倉町の大字となる[4]。
- 1966年10月1日 - 四倉町が平市・磐城市・常磐市・勿来市・内郷市、石城郡小川町・遠野町・川前村・田人村・好間村・三和村、双葉郡久之浜町・大久村と合併しいわき市となり、いわき市四倉地区の大字となる[4]。

## 世帯数と人口
2023年10月31日現在の世帯数と人口は以下の通りである。
| 大字       | 世帯数 | 人口  |
| ---------- | ------ | ----- |
| 四倉町長友 | 72世帯 | 183人 |

## 小・中学校の学区
市立小・中学校に通う場合、学区は以下の通りとなる。
| 番地 | 小学校               | 中学校               |
| ---- | -------------------- | -------------------- |
| 全域 | いわき市立大浦小学校 | いわき市立四倉中学校 |

## 交通

### 道路
- 福島県道35号いわき浪江線

## 施設
- JA福島さくらカントリーエレベータ
- トマトランドいわき
- 長隆寺
- 岩滝不動尊
- 大宮神社